# سبارتاكو لانديني
سبارتاكو لانديني (بالإيطالية: Spartaco Landini)‏ (مواليد 31 يناير 1944) هو لاعب كرة قدم. يلعب مع منتخب إيطاليا لكرة القدم. سبق له أن لعب في كأس العالم لكرة القدم مع منتخب بلاده.

## روابط خارجية
- سبارتاكو لانديني على موقع الاتحاد الدولي (مؤرشف)  (الإنجليزية)
- سبارتاكو لانديني على موقع قاعدة بيانات كرة القدم.إي يو (الإنجليزية)
- سبارتاكو لانديني على موقع ناشيونال فوتبول تيمز (الإنجليزية)
- سبارتاكو لانديني على موقع عالم كرة القدم.نت (الإنجليزية)